# Chiesa di San Nicola (Potsdam)
La chiesa di San Nicola (in tedesco: St. Nikolaikirche) è un importante edificio sacro della città tedesca di Potsdam, sito nel pieno centro cittadino, sulla piazza denominata Alter Markt (letteralmente: "mercato vecchio").
La chiesa è posta sotto tutela monumentale (Denkmalschutz).

## Storia
Nel 1826 venne affidato a Karl Friedrich Schinkel il progetto di una nuova chiesa sull'Alter Markt di Potsdam, in sostituzione della vecchia parrocchiale costruita dal 1721 al 1724 su progetto di Philipp Gerlach e distrutta nel 1795 da un incendio.
Nel progettare il nuovo edificio Schinkel dovette districarsi fra numerose difficoltà di ordine finanziario, ma anche fra le richieste contraddittorie della committenza: inizialmente, in accordo con il principe ereditario, ipotizzò un edificio monumentale coronato da una grande cupola, su modello del Pantheon di Parigi o della cattedrale di San Paolo di Londra; ma in seguito il re Federico Guglielmo III pretese un edificio di linee più semplici.
Infine, Schinkel riuscì a far approvare un progetto con pianta a croce greca, così da rendere possibile la futura esecuzione della cupola; i lavori iniziarono nel 1830 e si conclusero (con una copertura provvisoria) nel 1837.
Nel 1843, dopo la morte di Schinkel, il principe ereditario, nel frattempo salito al trono con il nome di Federico Guglielmo IV, ordinò il completamento della fabbrica con la costruzione della cupola secondo il progetto d'origine, incaricando Ludwig Persius; per motivi statici questi fece aggiungere quattro torrette agli angoli della costruzione. L’opera venne conclusa nel 1850.
La chiesa venne gravemente danneggiata dai bombardamenti della seconda guerra mondiale e ricostruita dal 1955 al 1980.

## Caratteristiche
Si tratta di una chiesa con pianta a croce greca, con l’ingresso preceduto da un maestoso portico con colonne corinzie e abside posteriore.
Le forme esterne sono ispirate alle semplici geometrie del neoclassicismo rivoluzionario, con una parte inferiore parallelepipeda sormontata dalla cupola coronata sul tamburo da colonne corinzie.
La decorazione dello spazio interno fu improntata alla semplicità, evidenziando al contrario lo spazio absidale con un affresco eseguito da Bernhard Wilhelm Rosendahl entro il 1837.

## Galleria d'immagini

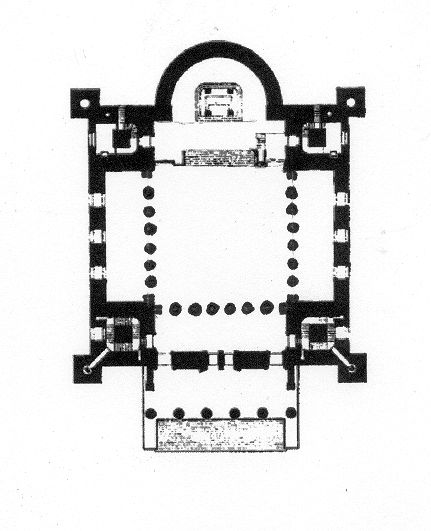
Pianta
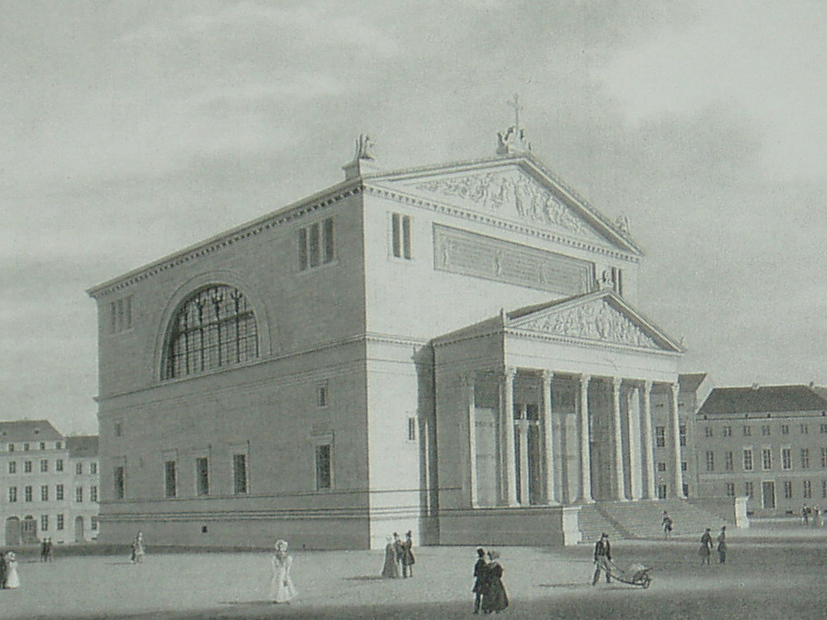
La chiesa nel 1838, ancora priva di cupola
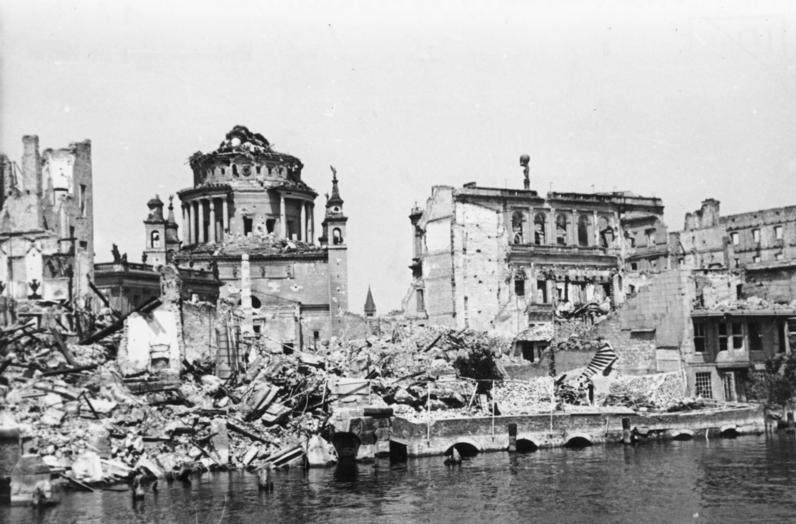
Le rovine della chiesa dopo la seconda guerra mondiale
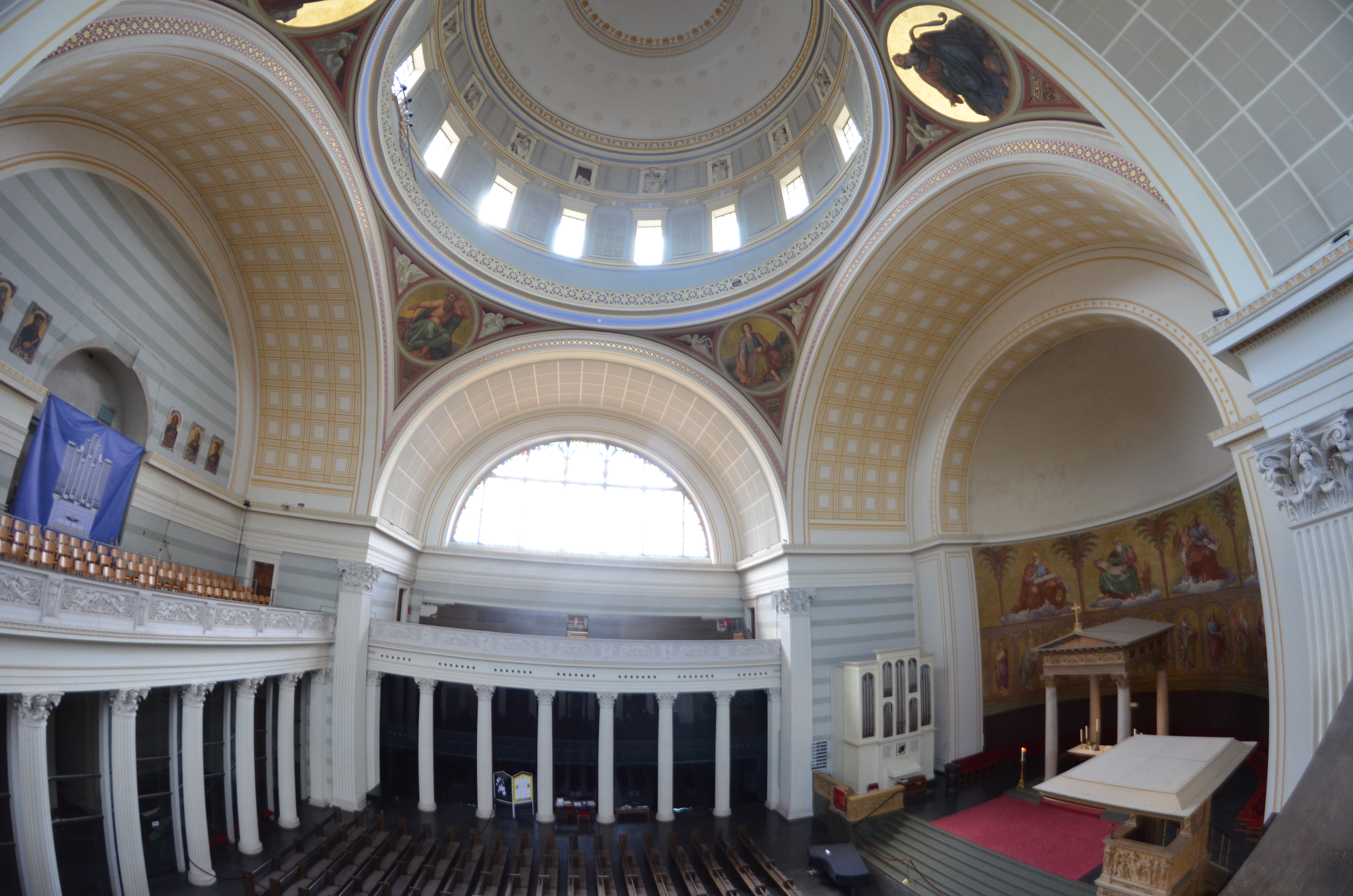
L'interno
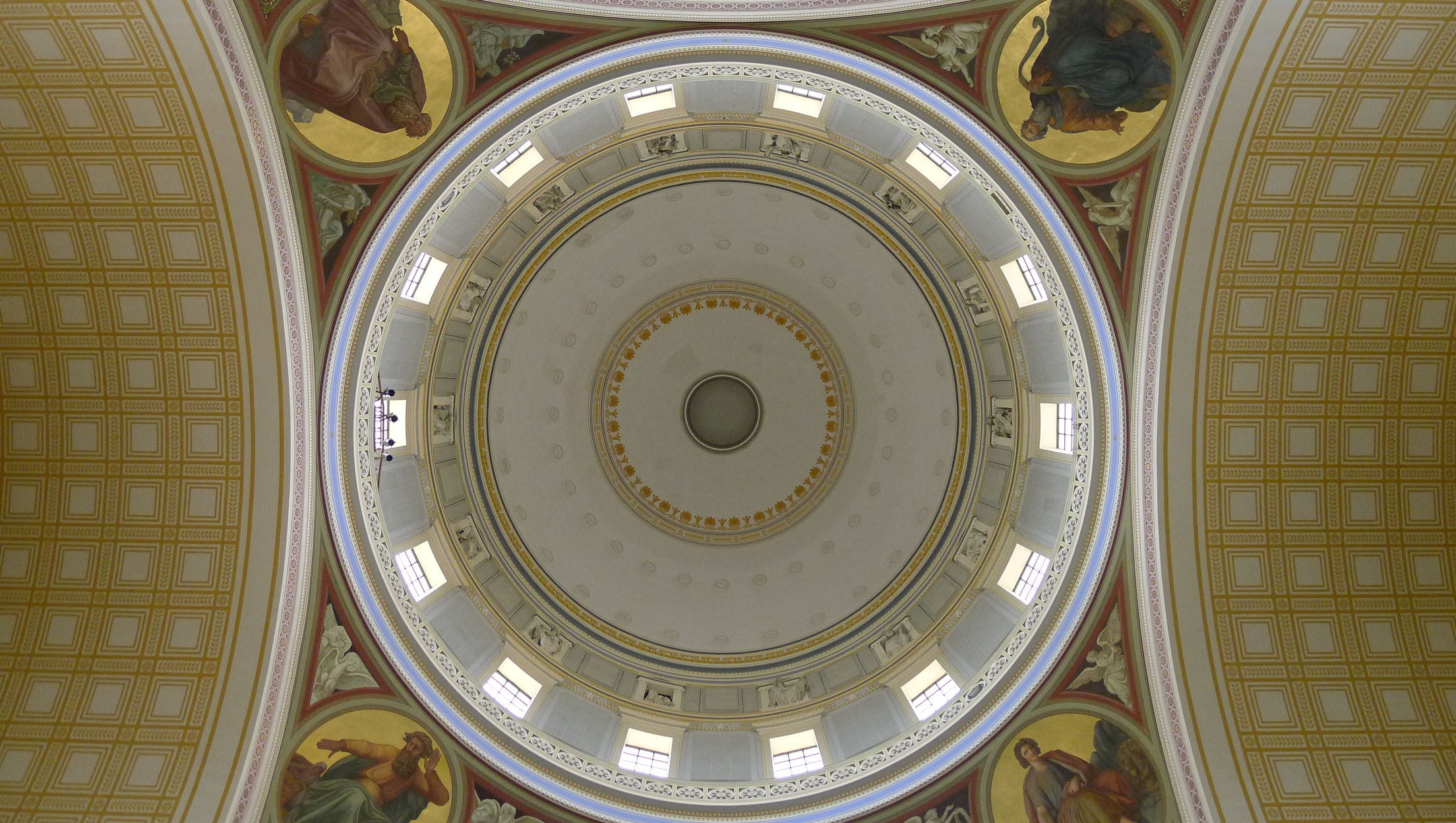
Veduta interna della cupola
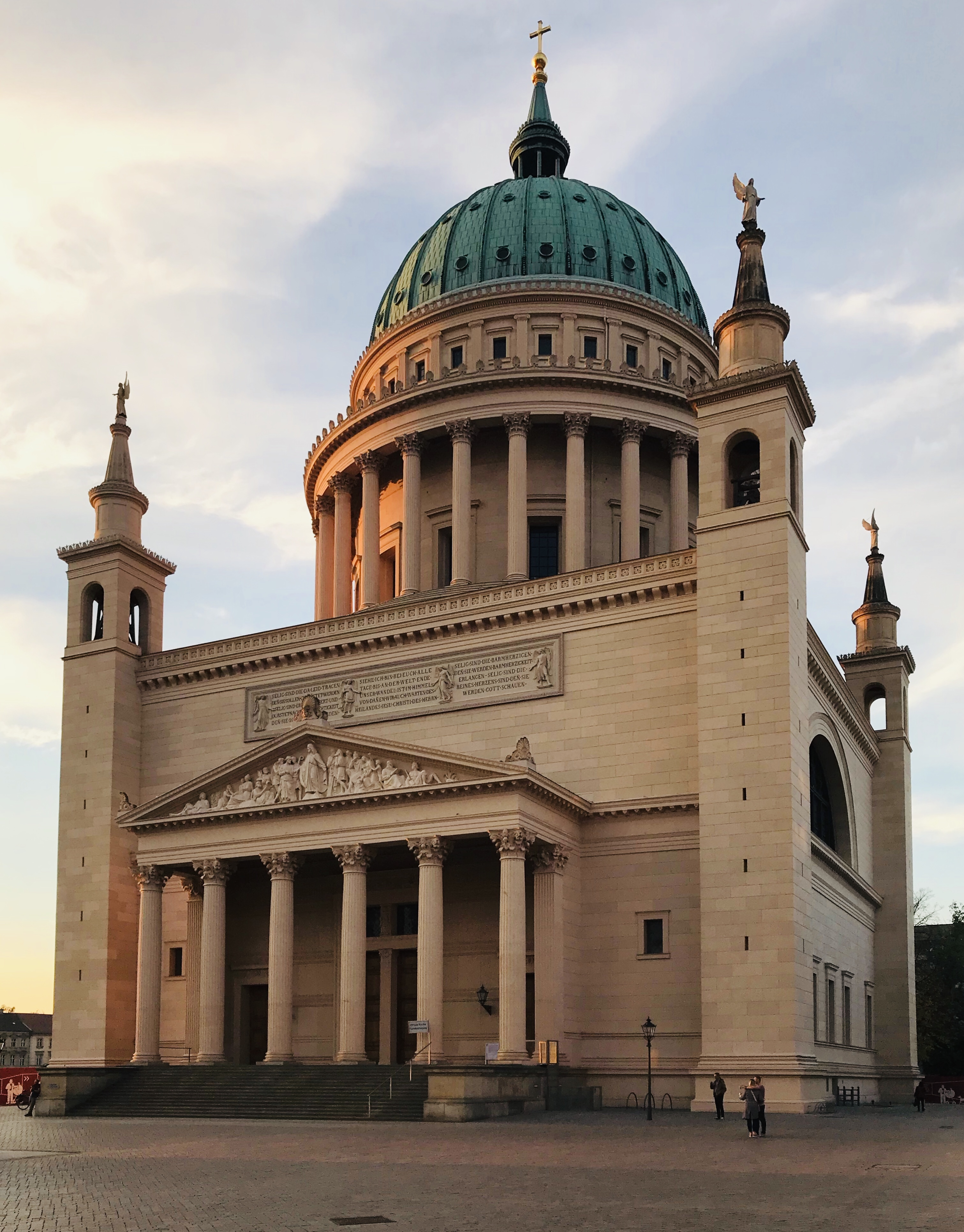
Veduta nel 2018

### Fonti
- Paul Ortwin Rave, Karl Friedrich Schinkel, Milano, Electa, 1989,  pp. 106-107, ISBN 88-435-2791-6.
- Gian Paolo Semino (a cura di), Schinkel, Bologna, Zanichelli, 1989,  pp. 106-111, ISBN 88-08-12664-1.
- (DE) Ingrid Bartmann-Kompa, Aribert Kutschmar e Heinz Karn, Architekturführer DDR. Bezirk Potsdam, 1ª ed., Berlino (Est), VEB Verlag für Bauwesen, 1981,  p. 19, ISBN non esistente.

### Testi di approfondimento
- (DE)  H. Kania, Die Nikolaikirche in Potsdam, Potsdam 1936.
- (DE) Carljürgen Gertler, Die Nikolaikirche zu Potsdam, in Fritz Löffler (a cura di), Das christliche Denkmal, fascicolo 123, 2ª ed., Berlino (Est), Union Verlag, 1987, ISBN 3-372-00120-6, ISSN 0578-0241.
- (DE) Peter Goralczyk, Wiederaufbau der Nikolaikirche in Potsdam, in Architektur der DDR, anno XXXI, n. 10, Berlino (Est), VEB Verlag für Bauwesen, ottobre 1982,  pp. XIII-XVII, ISSN 0323-3413 (WC · ACNP).